# هيق
هيق هي قرية في مقاطعة هريس، إيران. عدد سكان هذه القرية هو 292 في سنة 2006.